# 冷泉為訓
冷泉為訓（れいぜい ためのり、明和元年（1764年） - 文政10年（1827年）4月13日）は、江戸時代後期の公卿。初名は風早季韶。

## 官歴
- 安永5年（1776年）：従五位下
- 安永6年（1777年）：侍従
- 安永8年（1779年）：従五位上
- 安永9年（1780年）：右権少将
- 天明2年（1782年）：正五位下
- 天明5年（1785年）：従四位下、右権中将
- 天明8年（1788年）：従四位上
- 寛政3年（1791年）：正四位下
- 寛政6年（1794年）：従三位
- 寛政10年（1798年）：正三位
- 寛政12年（1800年）：踏歌外弁
- 享和元年（1801年）：参議
- 文化9年（1812年）：権中納言
- 文化10年（1813年）：従二位
- 文化14年（1817年）：正二位
- 文政4年（1821年）：民部卿
- 文政6年（1823年）：権大納言

## 系譜
- 実父：風早公雄
- 養父：冷泉為栄
- 母：酒井親本の娘
- 養子：冷泉為起（勧修寺経逸の子）